# Памятник Петру I (Петропавловская крепость)
Памятник Петру I в Санкт-Петербурге установлен в Петропавловской крепости в Петроградском районе города.

## История
История памятника началась в 1980-е гг. Как сообщает автор памятника — скульптор Михаил Шемякин — в своём интервью, идея создать памятник принадлежала его другу Владимиру Высоцкому, который знал, что Михаил Шемякин часто рисовал Петра I, и спросил, почему он не хочет сделать его скульптуру. Тогда Михаил Шемякин ответил, что памятники выдающимся людям у него не получаются, но впоследствии, после смерти Высоцкого, он снова вернулся к этой идее. Он начал создавать макеты памятника из глины в натуральную величину, но выяснилось, что фигура Петра получалась невзрачной — Пётр I представлялся невысоким человеком. Тогда скульптор начал увеличивать пропорции тела Петра I, не меняя размер головы, и таким образом пришёл к пропорциям русских икон. Лицо скульптуры было сделано на основании известной подлинной восковой маски с лица Петра и «Восковой персоны», выполненных Б. К. Растрелли и хранящихся в Эрмитаже.
Эскиз памятника, выполненный из пластилина, был одобрен Дмитрием Лихачёвым, и двумя годами спустя Михаилу Шемякину было предложено установить памятник в Ленинграде. Некоторое время занял поиск места для установки памятника: Союзом художников и Союзом архитекторов предлагалось возвести скульптуру во дворе Эрмитажа, прозвучала даже идея поставить её в Купчино, но в итоге по инициативе Анатолия Собчака его установили на Главной аллее Петропавловской крепости.
В итоге памятник был отлит в бронзе фирмой Tallix Art Foundry (США, штат Нью-Йорк) и передан в дар Санкт-Петербургу. Он установлен на постамент из серого гранита и обнесён металлической оградой. Скульптура представляет собой Петра I, сидящего на троне. Высота скульптуры составляет 1,9 м, высота постамента — 0,36 м. На лицевой стороне постамента установлена бронзовая табличка, на которой на русском и английском языках рассказывается об изготовителях скульптуры и использовании в работе прижизненной маски Петра. На боковой стороне постамента закреплена медная табличка с надписью: «Основателю Великого Града Российского Императору Петру Первому от Итальянского Скульптора Карло Растрелли и от Русского Художника Михаила Шемякина 1991 г. Отлита в Америке».
Памятник был открыт 7 июня 1991 г. Он вызывает неоднозначную реакцию, поскольку пропорции тела были увеличены в 1,5 раза, и маленькая голова Петра I вместе с длинными пальцами рук придают всей композиции гротескный вид.